# Remember a Day
«Remember a Day» (с англ. — «Вспомни день») — песня группы Pink Floyd с альбома 1968 года A Saucerful of Secrets. Представлена на первой стороне LP вторым по счёту треком. Автором музыки и слов песни является Ричард Райт. «Remember a Day» была выпущена в 1968 году в США и Японии на обратной стороне сингла «Let There Be More Light», а также вошла в сборник 1971 года Relics.

## История создания
Энди Маббетт в книге «Полный путеводитель по музыке Pink Floyd» отмечает, что «Remember a Day», возможно, предназначалась для The Piper at the Gates of Dawn (но не вошла в этот альбом) и была записана в то время под названием «Sunshine». Партия гитары в «Remember a Day» исполнена Сидом Барреттом, хотя запись песни была закончена уже после его ухода из группы. Вокал в «Remember a Day» принадлежит автору песни, Ричарду Райту. Особенностью песни является запись ритм-секции. Чтобы обеспечить нужное звучание ударных, отличное от привычного стиля Pink Floyd, Ник Мейсон предложил сыграть на ударной установке продюсеру Норману Смиту, также Смит отметился на этом треке как бэк-вокалист.

## Исполнение на концертах

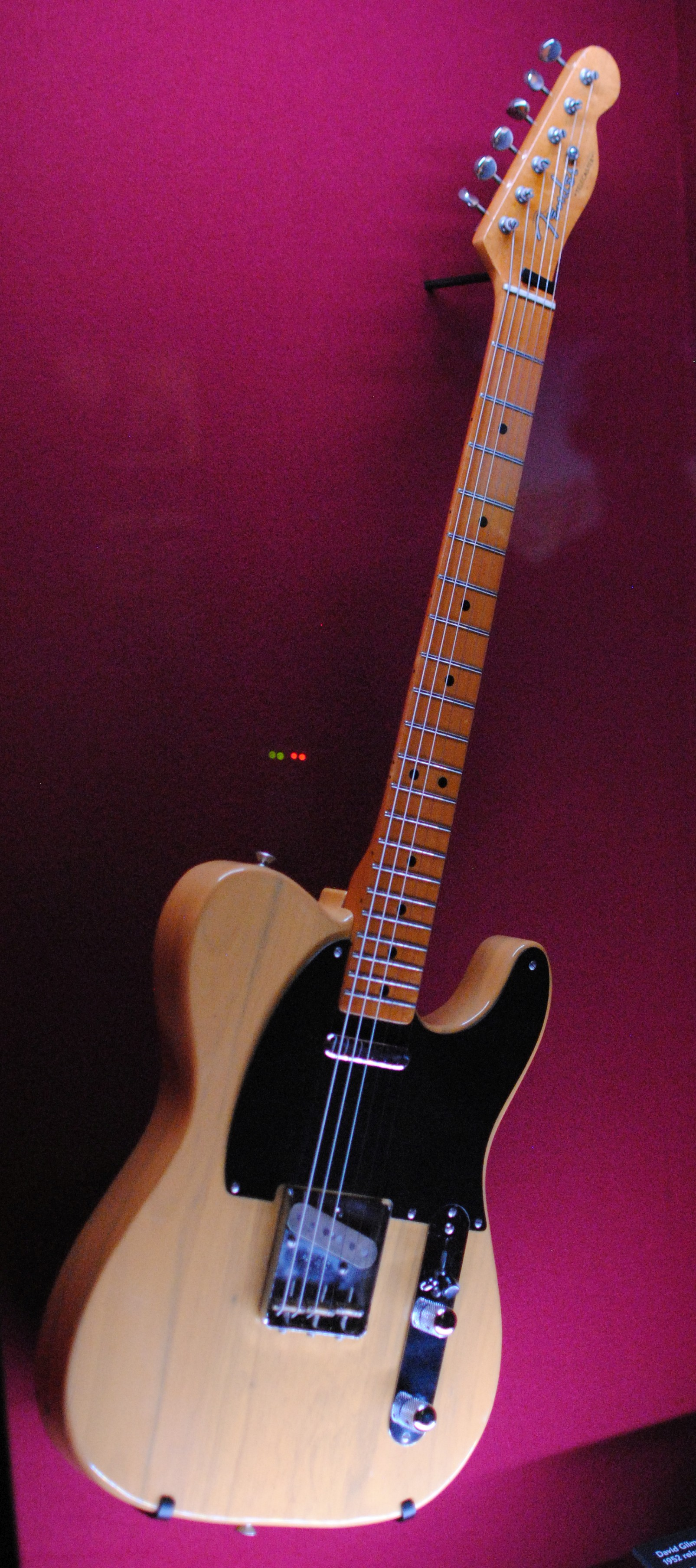
Гитара 'Fender Telecaster 52V', произведённая в 1982 году (копия гитары 1952 года), на которой Д. Гилмор сыграл в шоу Later with… Jools Holland (с выставки Pink Floyd: Their Mortal Remains)

Песня очень редко исполнялась группой на концертах, одними из таких редких исполнений в 1968 году были: выступление на музыкальном фестивале First European International Pop Festival в Риме 6 мая и запись для французского телеканала ORTF 5 сентября. Спустя 40 лет исполнение на сцене «Remember a Day» записано в телевизионной программе BBC Later… with Jools Holland 23 сентября 2008 года — песню в этом шоу спел Дэвид Гилмор через восемь дней после смерти Ричарда Райта.

## Участники записи
- Ричард Райт — пианино, орган Farfisa, основной вокал
- Сид Барретт — слайд-гитара, акустическая гитара, вокальные гармонии
- Роджер Уотерс — бас-гитара;
- Норман Смит — ударные, бэк-вокал;